# شوائب صخرية زائفة
الشوائب الصخرية الزائفة (بالإنجليزية: Pseudomatrix)‏ كما عرفها بيل ديكنسون عام 1970، هي تعبير يشير إلى القطع الحصوية التي تشوهت لتصبح (جزءًا من أو هي ذاتها) شوائب صخرية تقليدية من الحجر الرملي. وتتشكل هذه الشوائب الصخرية عندما يتعرض الحجر الرملي الغني بالحصوات إلى الضغط. وعادة ما يكون الضغط أكثر فعالية على الكسور الحصوية الأضعف مقارنة بالكسور ذات الحبيبات الأقوى والأكثر خشونة.